# Mark Matejka
Vincent Mark ''Sparky'' Matejka  (Houston, 2 de janeiro de 1967) é um guitarrista estadunidense de Southern rock. Ele é mais conhecido como um dos guitarristas do Lynyrd Skynyrd. Ele entrou na banda em 2006, substituindo Hughie Thomasson. Ele primeiro tocou com os Skynyrd no álbum Christmas Time Again em 2000 e foi creditado com guitarrista e vocalista.
Antes de entrar para o Lynyrd Skynyrd, Matejka era um membro da Hot Apple Pie, uma banda de música country. Ele também tocou com a Charlie Daniels Band e Sons of the Desert.
Tocou guitarra em turnê com The Kinleys em 1998.